# Germán Alecha
Germán Federico Alecha (* 29. Juli 1985 in La Plata) ist ein ehemaliger argentinischer Fußballspieler und -trainer.

## Karriere
Germán Alecha begann seine Karriere beim Club Cipolletti und verbrachte einen Großteil seiner aktiven Zeit beim Klub aus der Provinz Río Negro. Bis 2014 stand er dort unter Vertrag und wurde in dieser Zeit mehrfach verliehen. Zum Abschluss seiner Karriere wechselte der Offensivakteur im Juli 2014 zu Alianza de Cutral Có, wo er noch ein Ligaspiel absolvierte und nach der Saison seine Spielerkarriere beendete. Ab 2015 arbeitete er als Trainer im Nachwuchsbereich von Cipolletti und stand 2018 interimsweise bei der Profimannschaft an der Seitenlinie. Im Januar 2022 wurde er Cheftrainer bei den Profis, trat jedoch im Juni wegen Erfolglosigkeit zurück.